# Morwennius decoratus
Morwennius decoratus là một loài bướm đêm thuộc họ Sphingidae. Nó được Moore miêu tả năm 1872. 

## phân phát
Nó được tìm thấy ở Nepal, đông bắc Ấn Độ (Sikkim, Assam), tây nam Trung Quốc (Vân Nam), miền bắc Thái Lan, Lào, bán đảo Mã Lai và Indonesia (Sumatra)

## miêu tả
Sải cánh dài khoảng 72 mm.

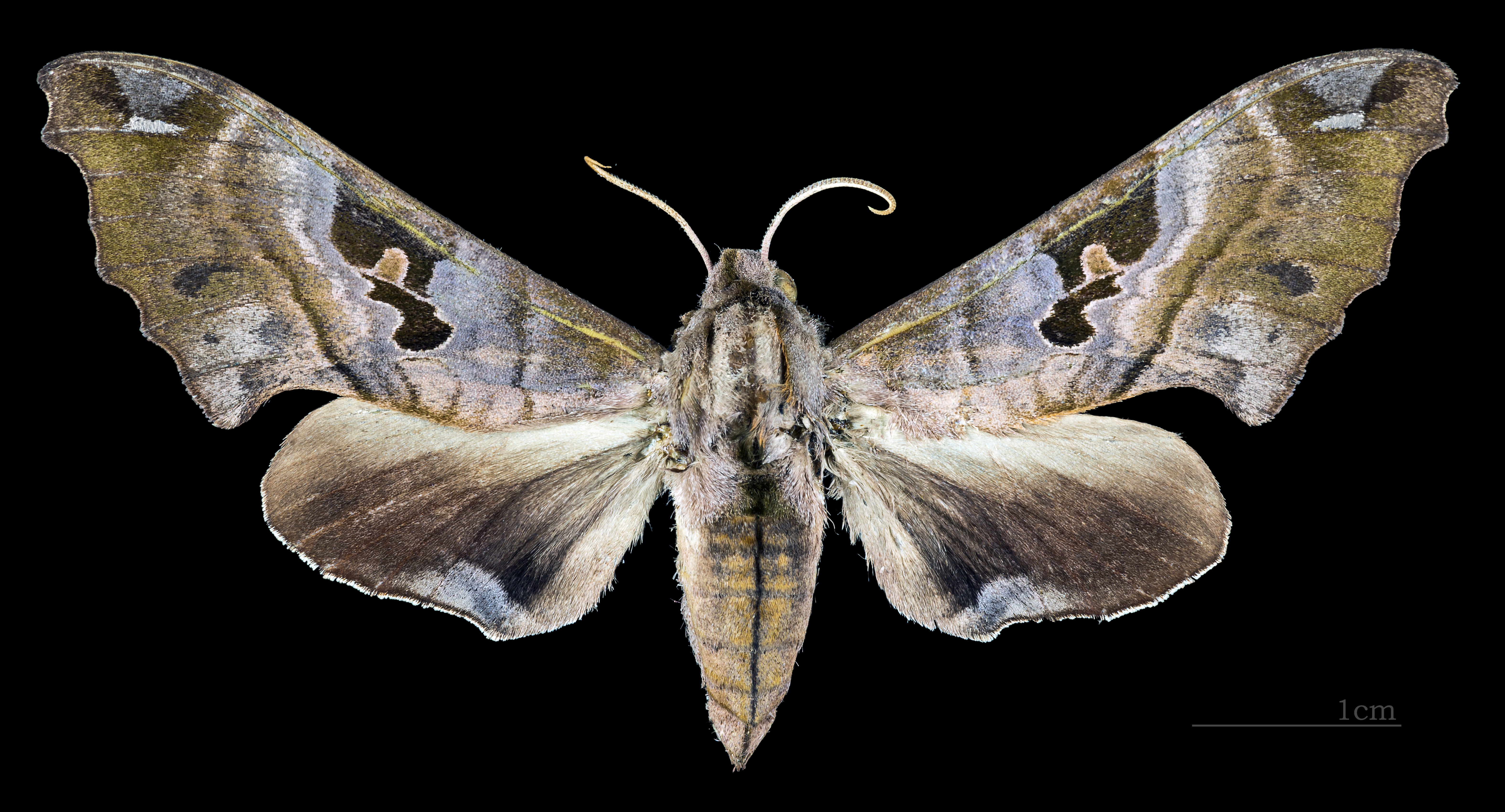
Morwennius decoratus♀
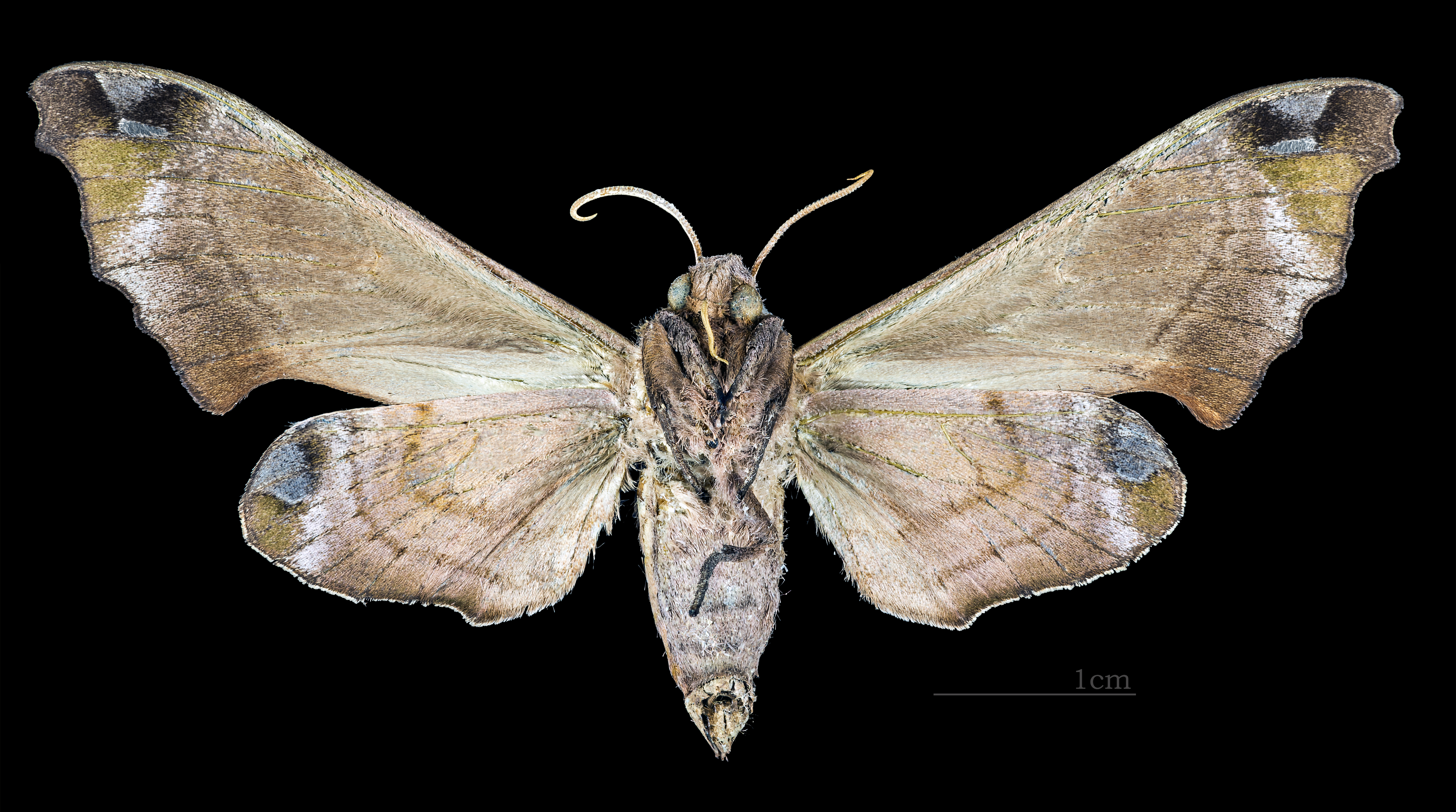
Morwennius decoratus ♀ △